# Paul Speratus

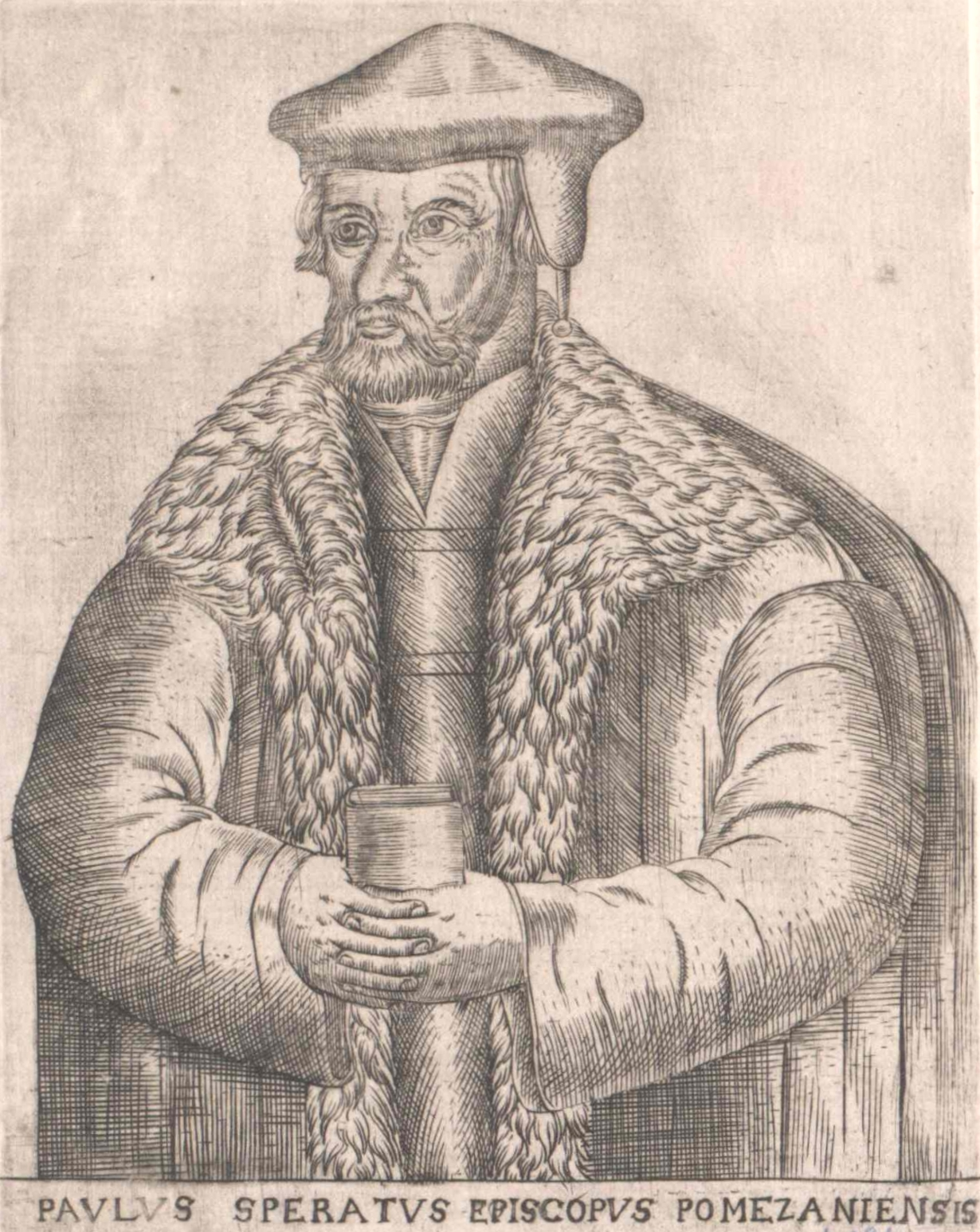
Paul Speratus

Paul Speratus (* 13. Dezember 1484 in Rötlen bei Ellwangen (Jagst); † 12. August 1551 in Marienwerder, heute Kwidzyn, Polen) war ab 1506 katholischer Priester, ab 1522 evangelischer Prediger, Reformator und Kirchenlieddichter. Seine Schwerpunkte lagen in den Predigten der neuen evangelisch-lutherischen Lehre und später in der Leitung der Kirche als lutherischer Bischof.

## Leben
Sein eigentlicher Name war entweder Spret oder Hoffer, die latinisierte Namensform Speratus wäre mit der Erhoffte oder Bräutigam zu übersetzen. Er absolvierte sein Studium ab dem 10. Juni 1503 in Freiburg im Breisgau, dann in Paris und Wien und wurde Doktor sowohl der Theologie, als auch der Rechte und der Philosophie. Im Juli 1506 wurde er in Augsburg zum katholischen Priester geweiht. 1512 wurde er Notar in Salzburg, und 1514 bekam er den Titel eines päpstlichen und kaiserlichen Hofpfalzgrafen verliehen. Vor seiner Hinwendung zur Reformation war er von 1514 bis 1519 Priester in Salzburg, 1518 oder 1520 einige Monate in Dinkelsbühl tätig. Im Februar 1519 oder 1520, je nach Quelle, wurde er Domprediger in Würzburg, wo anfänglich ein reformfreundliches Klima herrschte. Schon hier vertrat er die Lehre Martin Luthers und musste fliehen, nachdem er sich zur Aufgabe der Ehelosigkeit entschlossen und Anna Fuchs heimlich geheiratet hatte. Sie hatten zusammen zwei Töchter und einen Sohn namens Albert. Dieses Schicksal widerfuhr ihm anschließend nochmals in Salzburg, wo er als Priester 1520 bis 1521 seinen Ehestand zuerst noch geheim halten konnte.
In Wien wurde er nach einer Predigt am 12. Januar 1522 im Stephansdom, in der er das Zölibatsgelübde angriff, am 20. Januar durch die theologische Fakultät der Universität Wien als Häretiker exkommuniziert. Im mährischen Iglau fielen seine reformatorischen Predigten auf fruchtbaren Boden, der Rat der Stadt gab ihm 1522 eine Stelle als Stadtpfarrer. 1523, ein Jahr später, aber wurde er auf Betreiben des Bischofs von Olmütz verhaftet und zum Feuertod verurteilt, jedoch unter der Bedingung begnadigt, das Land zu verlassen.
Nach 1523 übersetzte er Martin Luthers lateinische Schrift De instituendis ecclesiae ministris, der er den deutschen Titel Von dem Allernöthigsten: Wie man Diener der Kirche wählen und einsetzen soll gab. Es folgten Formula missae et communionis pro ecclesia Vitebergensi, die unter dem Titel Eine Weise, christlich Messe zu halten und zum Tisch Gottes zu gehen erschien, und Ad librum eximii magistri nostri M. Ambrosii Catharini etc., die den Titel Offenbarung des Endechrists (= Antichrist) aus dem Propheten Daniel wider Catharinum trug.
Über Prag und Wittenberg gelangte er 1524 als Hofprediger Albrechts I. von Brandenburg-Ansbach nach Königsberg, wo er bis 1529 tätig war. Unter seiner vorbereitenden Mitwirkung wurde am 10. Dezember 1525 die erste preußische Kirchenordnung auf dem preußischen Landtag genehmigt. Die durch den polnischen Krieg (1520–1521) verwüsteten Dörfer mussten wieder aufgebaut werden, und Speratus wurde am 31. März 1526 als Kommissar bevollmächtigt, um die Landpfarrer zu prüfen und einzusetzen und die kirchliche Armenpflege einzurichten. An der Einführung des ersten evangelischen Kirchengesangbuch, das 1527 von Johann Weinreich in Königsberg gedruckt wurde, war er beteiligt. 1530 konnte er die Lehrordnung Episcoporum Prussiae Pomezaniensis atque Sambiensis constitutiones synodales evangelicae herausgeben, die nur noch in Bruchstücken erhalten geblieben ist.
Von seiner Einführung am 7. Januar 1530 bis zu seinem Tod residierte er als lutherischer Bischof von Pomesanien in Marienwerder in Preußen, in einem weitläufigen, ländlichen und armen Bistum. 1534 schrieb er gegen Kaspar Schwenckfeld und die Spiritualisten und zur Verteidigung der lutherischen Lehre von den Gnadenmitteln die Epistola ad Batavos vagantes. Am 1. August 1535 erließ der Herzog Albrecht I. ein Mandat, dass nur die evangelisch-lutherische Kirche anerkannt sei.
Paul Speratus ist der Dichter des Kirchenliedes Es ist das Heil uns kommen her (EG 342), dessen Melodie einem mittelalterlichen Osterlied entstammt, sowie zwei weiterer Lieder, die bereits im Achtliederbuch von 1523/24 enthalten sind. Weitere Kirchenlieder werden ihm zugeschrieben, aber sie lassen sich nicht durch Belege verifizieren.

## Gedenktag
12. August im Evangelischen Namenkalender.

## Übersetzungen, Schriften und Lieder
- De instituendis ministris, 1523.
- Formula Missae et Communionis, 1523.
- Widder das blind vnd toll verdamnis Widder das blind vnd toll verdamnis der siebenzehen artickel von der elenden schendlichen vniuersitet zu Jngolstat ausgangen, 1524.
- Wie man trotzen sol auffs Creutz widder alle wellt zu stehen bei dem Euangelio an die Jgler, 1524.
- Es ist das Heil uns kommen her, 1524.
- Ein lied vom gesetz und glauben, 1524.
- Ein weyse Christlich Mess zuhalten vnd zum tisch Gottis zu gehen, 1524.
- Von dem hohen gelu(e)bd der Tauff sampt andern Ein Sermon czu Wienn ynn Osterreych geprediget, 1524.
- Von dem aller nöttigisten, wie man diener der Kirchen welen vnd eynsetzen sol, 1524.
- Offinbarung des Endchrists aus dem Propheten Daniel wydder Catharinum, 1524.
- Etlich gesang dadurch Got ynn der gebenedeiten muter Christi vnd opfferu(n)g der weysen Heyden/ Auch ym Symeone/ allen heylgen vn(d) Engeln gelobt wirt Alles auß grundt go(e)tlicher schrift, 1527.
- Etliche newe verdeu(e)tschte vnnd gemachte ynn go(e)ttlicher schrifft gegru(e)ndte Christliche Hymnus vn(d) geseng wie die am ennd derselben yn eynem sonderlichen Register gefunden werden, 1527.
- Der xxxvij. psalm czu trost allen die gewalth vnd vnrecht leiden, 1528.
- Eyn lied mit klagendem hertzen, 1530.